# Freddy Sertin
Freddy Sertin, né le 7 février 1980 à Vire (Calvados), est un homme politique français.
Membre de La République en marche (LREM) à partir de 2017, il rejoint Horizons en janvier 2022. Il devient député du Calvados le 23 juillet 2022, en remplacement d'Élisabeth Borne, et occupe cette fonction jusqu'au 9 février 2024. Le 24 janvier 2025, il redevient député et rejoint les bancs du groupe Ensemble pour la République à l'Assemblée nationale.

## Biographie
Né à Vire de parents commerçants, Freddy Sertin est marié et père de trois enfants.
Titulaire d'un brevet de technicien supérieur (BTS) et d'un master en logistique et achat, il devient à 22 ans responsable des achats du port autonome de Bordeaux. Il revient ensuite à Vire et travaille pendant quatre ans chez Stef-TFE en tant que responsable des achats pour le Nord-Ouest, l'Île-de-France et le Benelux.
Il rejoint ensuite le groupe La Poste, où il gère les achats immobiliers et la maintenance des bâtiments.
En 2014, il décline la proposition du maire de Vire, Marc Andreu-Sabater, de figurer sur sa liste pour les élections municipales mais devient son directeur de cabinet, poste qu'il occupe jusqu'en 2018 avant de prendre la direction de la clinique Notre-Dame.
En janvier 2022, il rejoint Horizons et est nommé délégué du comité municipal virois du parti.
Suppléant d'Élisabeth Borne dans la sixième circonscription du Calvados lors des élections législatives de 2022, il devient député le 23 juillet 2022, en remplacement de cette dernière,,. Il rejoint le groupe Renaissance.
Le 17 janvier 2023, il est nommé président du groupe d'études Cheval à l'Assemblée nationale.
Après la démission d'Élisabeth Borne de ses fonctions de Première ministre le 9 janvier 2024, il quitte son mandat de député le 9 février suivant. Le binôme est réélu lors élections législatives anticipées de 2024. À la suite de la nomination d'Élisabeth Borne comme ministre de l'Éducation nationale, dans le gouvernement dirigé par François Bayrou, Freddy Sertin redevient député pour la sixième circonscription du Calvados le 24 janvier 2025.